# Mülheim an der Mosel
Mülheim an der Mosel település Németországban, Rajna-vidék-Pfalz tartományban. Lakosainak száma 978 fő (2023. december 31.).

## Fekvése
Mainztól nyugatra, a Mosel partján fekvő település.

## Története

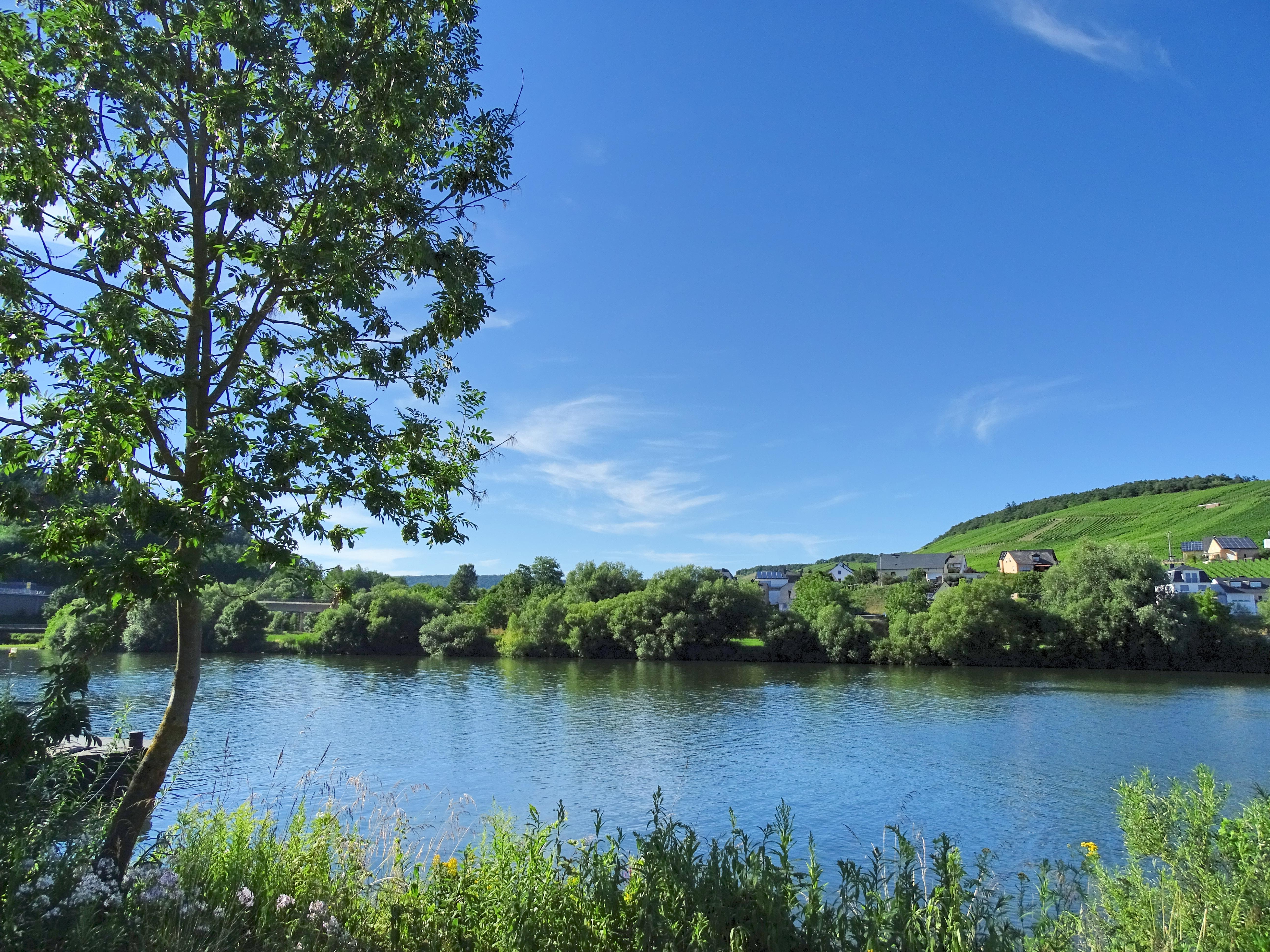
A Mosel Mülheimnél

Területe ősidők óta lakott hely volt, germán, kelta törzsek éltek a környéken, majd a rómaiak, s a Római Birodalom összeomlása után a Salian frankok uralma alá került, akiknek királya II. Childebert a területet Verdun Agericus püspöknek adományozta.
Nahegau püspökileg telepített fejedelmei egyre függetlenebbé váltak, és 1129-től kezdve a gróf címet viselték. Ezt követően Mülheim Veldenz megye részét képezte, bár az első és a második komitációs család elhalálozása után a megye elsőként átkerült az új Pfalz-Zweibrücken Hercegséghez, végül pedig 1694-ben öröklés útján Párizs választási körzetébe. 1795-ig Mülheim Bajorországhoz tartozott.
A város egykor jelentős borkereskedelemmel rendelkezett.

## Itt születtek, itt éltek
- Karl Butzer - német származású amerikai földrajzíró, ökológus és régész. 1934. augusztus 19-én itt született.

A település népességének változása:
| Lakosok száma | 911  | 1016 | 1015 | 986  | 1015 | 978  |
|               | 1975 | 2017 | 2019 | 2021 | 2022 | 2023 |